# Дженнингс, Тони
Антуанетт Дженнингс (англ. Antoinette Jennings; род. 17 мая 1949, Орландо, Флорида) — американский государственный деятель и педагог, вице-губернатор Флориды (2003—2007).

## Биография
Родилась 17 мая 1949 года в Орландо, штат Флорида, США. Окончила Уэслианский колледж. До поступления на государственную службу Дженнингс работала педагогом в начальной школе, а также управляла семейным строительным бизнесом.
В 1976 году в возрасте 27 лет Дженнингс впервые была избрана в Палату представителей Флориды от 42-го округа штата. С 1980 года она представляла 15-й округ в Сенате Флориды. С 1996 по 2000 год была президентом Сената штата. В феврале 2003 года губернатор Флориды Джеб Буш назначил Дженнингс вице-губернатором штата. Она была приведена к присяге 3 марта 2003 года, став первой женщиной на этой должности в истории штата. После ухода Буша с поста губернатора, Дженнингс считалась наиболее перспективным кандидатом на эту должность, однако, она отказалась от участия в выборах. В январе 2007 года на посту вице-губернатора её сменил Джефф Котткамп.